# Piazza Santo Stefano (Cernobbio)
Piazza Santo Stefano è una frazione del comune comasco di Cernobbio posta in altura rispetto al centro abitato.

## Storia
La località era un piccolo villaggio agricolo di antica origine della Pieve di Zezio.
Piazza fu annessa a Rovenna su ordine di Napoleone, ma gli austriaci annullarono la decisione al loro ritorno nel 1915 con il Regno Lombardo-Veneto.
Dopo l'unità d'Italia il paese, che aggiunse al suo nome quello del suo patrono, salì da settecento a mille cinquecento abitanti. Fu il fascismo a decidere la soppressione del comune unendolo a Cernobbio.
Piazza santo Stefano è il paese natale di Carlo Francesco Dotti, celebre architetto a Bologna.